# Curtiss Aeroplane and Motor Company
Die Curtiss Aeroplane and Motor Company Incorporated war ein US-amerikanisches Unternehmen, das sich mit der Herstellung von Flugzeugen und Flugzeugausrüstungsteilen beschäftigte. Es wurde 1910 von Glenn Curtiss in Hammondsport, New York, gegründet.

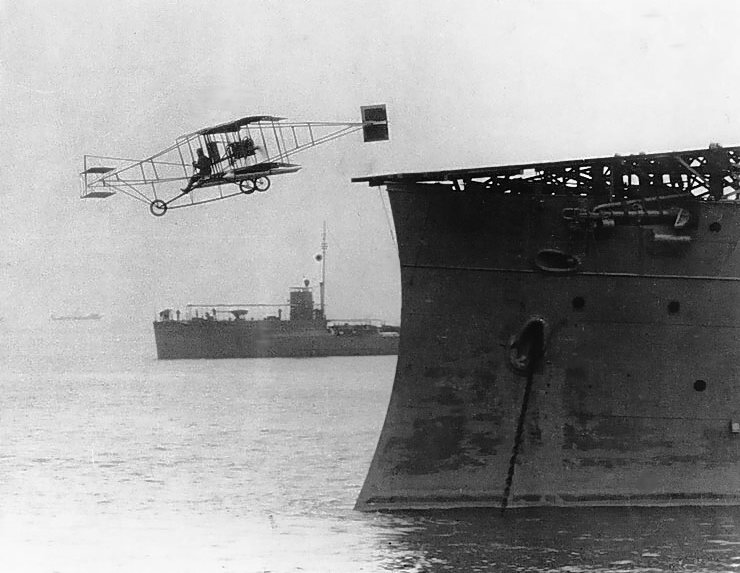
Eugene Ely kurz nach dem Start von der USS Birmingham

Das Unternehmen lieferte den Doppeldecker Typ Curtiss D, mit dem Eugene B. Ely 1910 der erste Start von einem Schiff gelang.
Nach diesem Erfolg bestellte die US-Marine weitere Flugzeuge bei Curtiss, die ihrerseits auf die besonderen Wünsche der Marine einging. Auch andere Luftwaffen wurden auf die Curtiss-Maschinen aufmerksam und es begann der Export nach Russland, Japan, Deutschland und England. Man nahm die Produktion von Schwimmerflugzeugen, Amphibienflugzeugen und schließlich von Flugbooten auf.
Insbesondere auf diesem Gebiet leistete das Unternehmen Grundlagenforschung, indem nach umfangreichen Versuchen der gestufte Rumpf als die ideale Lösung für hohe Überwassergeschwindigkeiten entwickelt werden konnte.
Die zweimotorige Curtiss America sollte als erstes Flugzeug den Atlantik überfliegen, jedoch brach noch vor diesem Flug 1914 der Erste Weltkrieg aus, und so wurde dieses Muster in einer kleinen Serie als erstes U-Jagd-Flugzeug eingesetzt.
Während des Krieges baute man neben der Curtiss JN-4, einem in Großserie gefertigten Schulflugzeug, das zum Teil bis in die 1930er Jahre eingesetzt wurde, auch Flugmotoren wie den Curtiss OX-5, einen wassergekühlten V-8 mit 67 kW Leistung.
Durch die umfangreichen Aufträge wurde das Unternehmensgelände zu klein, 1916 wechselte der Unternehmenssitz nach Buffalo, wo die Gebäude bald nochmals erweitert werden mussten. Ein Zweigsitz wurde in Toronto eröffnet. In diesem Jahr ging man auch an die Börse. Zu diesem Zeitpunkt beschäftigte Curtiss als größter Flugzeughersteller der Welt etwa 21.000 Mitarbeiter.
1917 begannen die Arbeiten an einem Flugboot, das den Atlantik einsatzmäßig überqueren konnte. Bevor das Projekt abgeschlossen werden konnte, endete der Erste Weltkrieg. Trotzdem wurden zunächst vier Maschinen des Typs Curtiss NC gebaut. Mit einem dieser Flugzeuge gelang im Mai 1919 die Atlantiküberquerung von New York nach Lissabon.
Mit Ende des Krieges stand Curtiss vor dem wirtschaftlichen Ruin. Es gelang jedoch, das Unternehmen zu retten, und man wandte sich neuen Gebieten zu. Weltweite Bekanntheit gab es mit der Herstellung von Flugzeugen der CR-Serie, die Geschwindigkeitsweltrekorde in den Schneider-Luftrennen aufstellten. Angetrieben wurden diese Maschinen durch selbstentwickelte Flugmotoren wie den Curtiss D-12, mit dem Chefkonstrukteur Arthur Nutt den Ahnherrn aller späteren V-Flugmotoren geschaffen hatte.
Durch die beständigen Erfolge in den damals so populären Luftrennen wurde wiederum das Militär auf Curtiss aufmerksam und bestellte die Curtiss P-1, den ersten Typ der langen Serie von Hawk-Flugzeugen von Curtiss.
1929 fusionierten Curtiss und die Wright Aeronautical Corporation zur Curtiss-Wright Corporation.